# Art Cross
Art Cross (24 de janeiro de 1918 – 15 de abril de 2005) foi um automobilista norte-americano.
Cross esteve em quatro 500 Milhas de Indianápolis: 1952, 1953, 1954 e 1955, quando a prova fazia parte do calendário da Fórmula 1 de 1950 até 1960. Seu melhor resultado nas 500 Milhas de Indianápolis foi o 2º lugar em 1953.